# ريا شارما
ريا شارما (بالهندية: रैहा स्र्मा؛ بالإنجليزية: Rhea Sharma) هي ممثلة هندية، ولدت في 17 نوفمبر 1994 في مومباي في الهند.

## وصلات خارجية
- ريا شارما على موقع IMDb (الإنجليزية)
- ريا شارما على موقع قاعدة بيانات الفيلم (الإنجليزية)
- ريا شارما على موقع كينوبويسك (الروسية)